# زنوب گرام
زنوب گرام (آلمانی: Zénobe Gramme؛ زاده ۲۷ آوریل ۱۸۲۷ درگذشته ۲۰ ژانویهٔ ۱۹۰۱) یک فیزیک‌دان اهل بلژیک بود.

## زندگی‌نامه
زنوب گرام، مهندس برق بلژیکی، او ششمین فرزند متیو جوزف گرام بود. او نوعی دینام اختراع کرد که با چرخاندن چرخ آن، جریان مستقیم تولید می‌کرد و از دینامهای ساخته شده تا آن روز، نرمتر کار می‌کرد و ولتاژ بیشتری تولید می‌نمود؛ این دستگاه به ماشین گرام معروف شد.
در سال ۱۸۷۳ او و ایپولیت فونتین، به‌طور تصادفی دریافتند که اگر به این دستگاه، برق مستقیم وصل شود می‌تواند بچرخد.
ماشین گرام اولین موتور الکتریکی قدرتمند مفید بود که به‌طور موفقیت‌آمیزی صنعتی بود.
در سال ۱۸۷۵، نیکلا تسلا، از ماشین گرام در دانشگاه تکتولوژی گراز، بازدید کرد و ایده استفاده این دستگاه برای جریان متناوب را در سر پروراند اما در آن زمان نتوانست ایده خود را عملی کند.
زنوب گرام، در سال ۱۸۷۵ با هورتنس نیستن، بیوه ای با یک دختر، ازدواج کرد، هورتنس در ۱۸۹۰ در گذشت. زنوب گرام نیز در سال ۱۹۰۱ در فرانسه در گذشت.

## نگارخانه

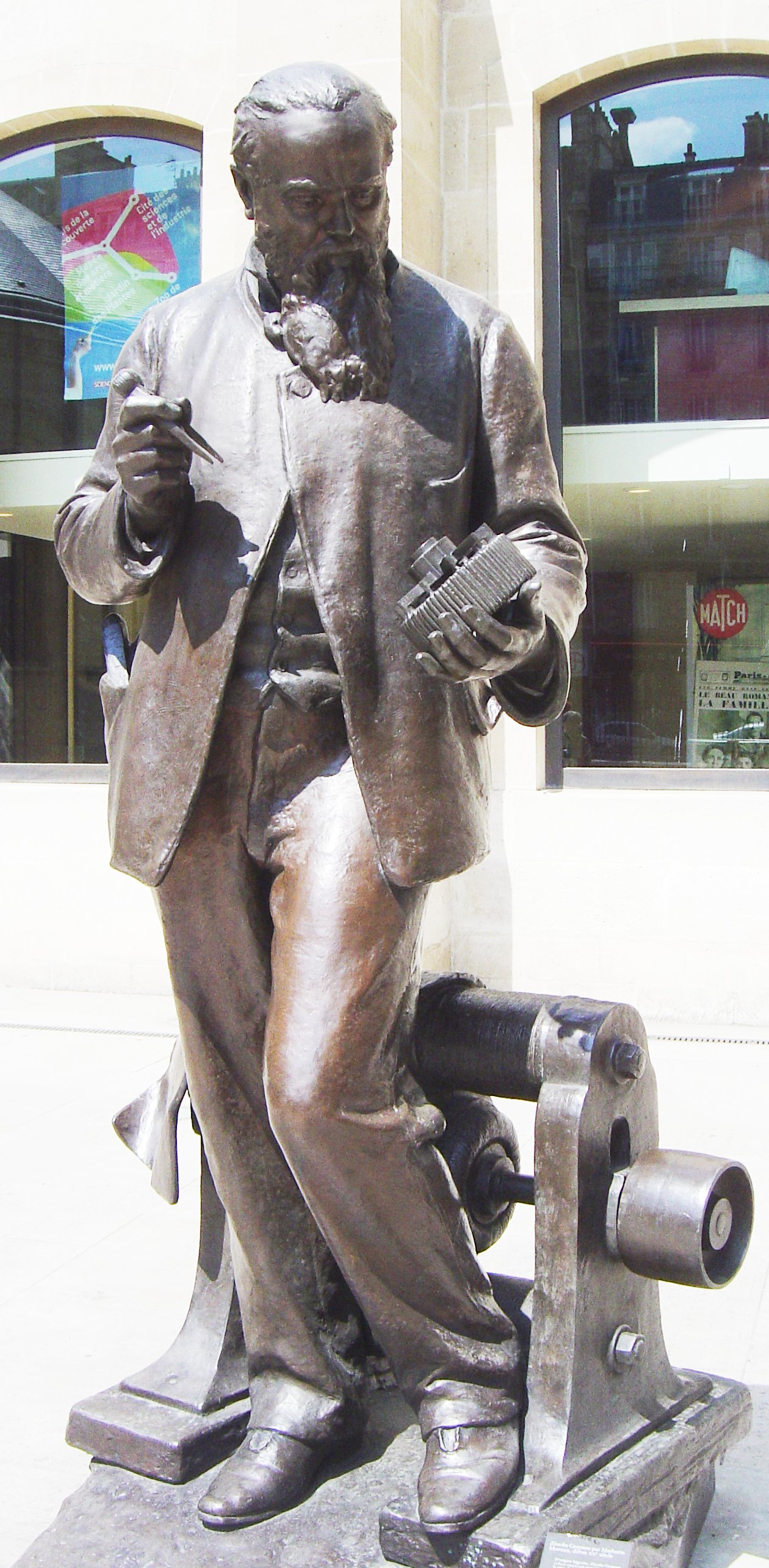
Zénobe Gramme, by Mathurin Moreau
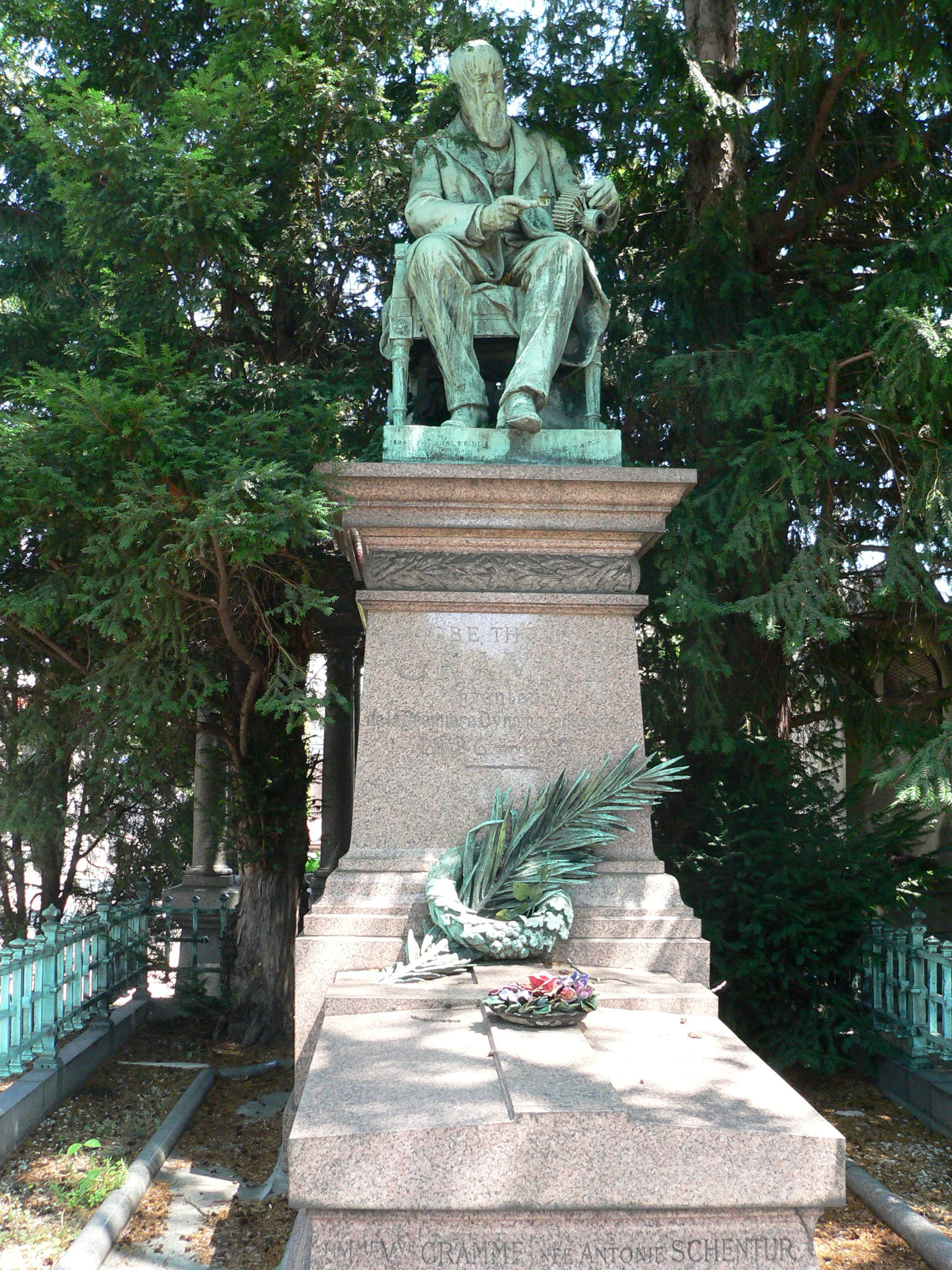
Grave at Cemetery Père-Lachaise
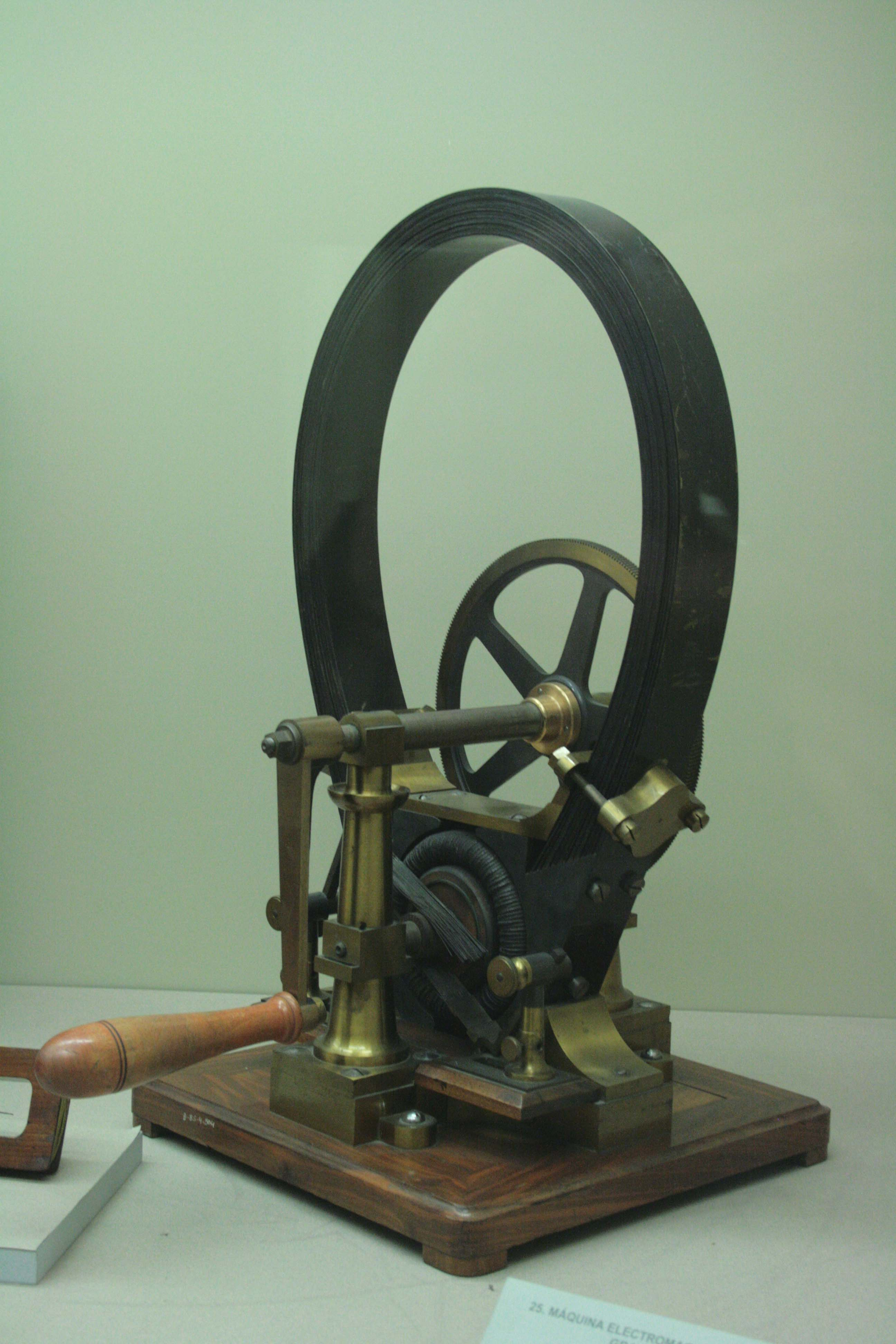
Gramme machine
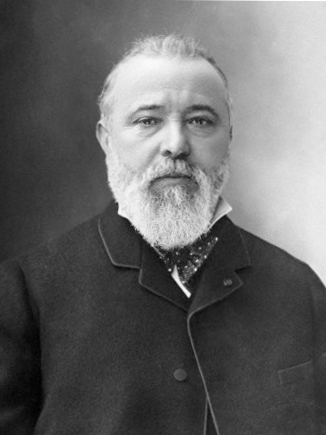
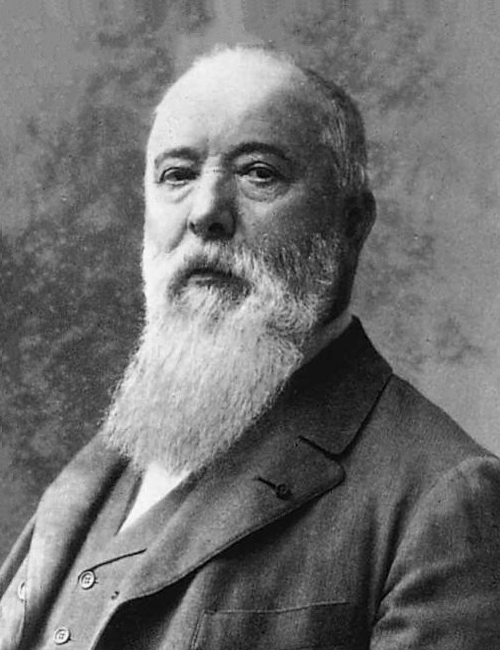
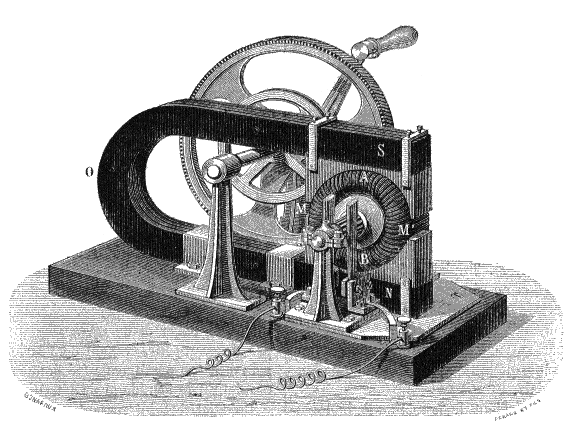
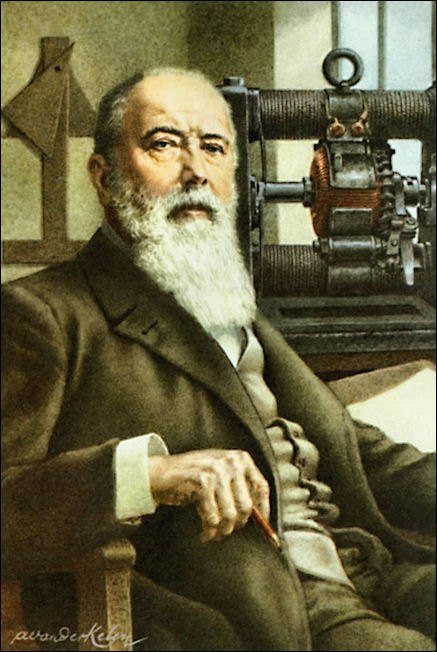